# Voerman Henschel
Voerman Henschel is een vertaling van het toneelstuk Fuhrmann Henschel (1898) van de Duitse toneelschrijver Gerhart Hauptmann. Het werd in 1942 gespeeld door Jacques van Bijlevelt, Octave van Aerschot, Betty Kapsenberg, Henk Dillewaard, Emmy Arbous, Johan Boskamp, Frans du Mée en Willy van Hemert.
Naar aanleiding van de honderdste verjaardag van de schrijver (15 november 1962) werd Fuhrmann Henschel door de Hessischer Rundfunk op 6 november 1962 uitgezonden. Taco de Beer vertaalde het en de VARA zond het uit op zaterdag 17 november 1962. S. de Vries jr. zorgde voor een bewerking en de regie. De uitzending duurde 87 minuten.

## Rolbezetting
- Frans Somers (voerman Henschel)
- Tine Medema (vrouw Henschel)
- Eva Janssen (de latere vrouw Henschel, Hanna Schäl)
- Joke Hagelen (haar dochtertje Bertha)
- Constant van Kerckhoven (de zwager van Henschel, Walther)
- Louis de Bree (Siebenhaar)
- Tonny Foletta (Wermelskirch)
- Irene Poorter (zijn vrouw)
- Hans Veerman (de kelner Georg)
- Rien van Noppen (de straatkoopman Fabig)
- Dick van ’t Sant (de koetsier Franz)
- Dries Krijn (de knecht Hauffe)
- Jo Vischer jr. (de smid Baas Hildebrant)
- Chiel de Kruijf (de veearts Grünert)
- Gé Goudswaard (de toneelmeester)
- Max Westra (de assistent-toneelmeester)

## Inhoud
Voerman Henschel heeft zijn zieke vrouw beloofd na haar dood niet met de dienstmeid Hanne te trouwen, maar als Henschels vrouw gestorven is, legt Hanne het erop aan haar plaats in te nemen. Henschel begint te twijfelen. Enerzijds denkt hij aan zijn belofte, anderzijds heeft hij iemand nodig die voor zijn ziekelijk dochtertje zorgt terwijl hij onderweg is. Uiteindelijk trouwt hij toch met haar. Na de bruiloft toont ze evenwel haar ware aard. Hanne wordt Henschels ondergang. Zinnelijk, heerszuchtig en egoïstisch als ze is, bedriegt ze haar man. Nadat ook zijn dochter gestorven is, staat hem de hele situatie plotseling klaar voor ogen…